# Baracska
Baracska là một thị trấn thuộc hạt Fejér, Hungary. Thị trấn này có diện tích 39,68 km², dân số năm 2010 là 2741 người, mật độ 69 người/km².